# Socorro García Conde
Socorro García Conde (Ponte Nova, 1968) é uma política galega ligada ao Bloque Nacionalista Galego (BNG) e a Santiago de Compostela.

## Trajetória
É vizinha das Moas de Arriba, na paróquia de Figueiras e tem dois filhos. Licenciada em Filologia Galega pela Universidade de Santiago de Compostela até a sua entrada no governo municipal de desenvolveu o seu trabalho profissional no próprio Concelho de Santiago, no que é técnica de normalização linguística.
Participou na fundação da Coordinadora de Traballadores/as de Normalización Lingüística e na comissão técnica do Arquivo de Planificação Linguística do Conselho da Cultura Galega. Entre outros trabalhos, é co-autora do volume A normalización língüística a debate (Edicións Xerais, 2002).

## Política
Militante do BNG desde 1989, atualmente faz parte do Conselho Local de Compostela, do qual foi responsável de 2004 até princípios de 2007. Também tem sido membro das direcções Nacional e Comarcal da CIG-Administração e do Conselho Confederal da CIG.
No Concelho de Santiago tem exercido como representante sindical pela CIG, e chegou a presidir o Comité de Empresa.
Entrou por primeira vez na câmara municipal de Santiago em maio de 2007, sendo vereadora da Cidade Histórica e Rehabilitação até maio de 2008. Desde esse ano é a Tenenta de Alcalde de Compostela e vereadora de Cultura e dos Centros Socioculturais. Também exerce como porta-voz do Governo de Santiago e porta-voz do Grupo Municipal do BNG no Concelho.